# Ikervár
Ikervár község, egykoron mezőváros Vas vármegyében, a Sárvári járásban.

## Fekvése
Szombathelytől 25 kilométerre keletre, Sárvártól 8 kilométerre délre, Sótonytól 5 kilométerre nyugatra, Rumtól 10 kilométerre északra fekszik, a Rába folyó bal partján.

### Megközelítése
A településen, annak főutcájaként a 8701-es út húzódik végig, nagyjából dél-északi irányban; ez köti össze az északi szomszédjában fekvő Sárvárral és a 8-as főút rábahídvégi szakaszával is. A keleti szomszédjában fekvő Sótonnyal a 8441-es út, Véppel és a megyeszékhely Szombathellyel pedig a 8443-as út kapcsolja össze.
Vasútvonal nem érinti, a legközelebbi vasúti csatlakozási lehetőséget a Székesfehérvár–Szombathely-vasútvonal Sárvár vasútállomása kínálja, a községtől mintegy 7 kilométerre északkeletre.

## Nevének eredete
A Rába két partján emelt várakról kapta a nevét.

## Története

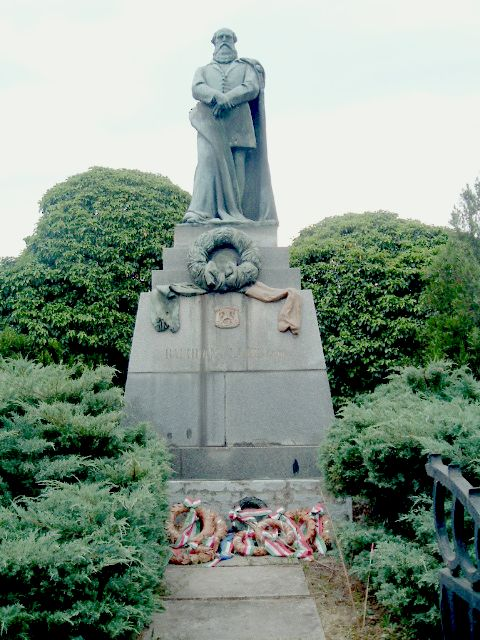
Batthyány-szobor

Területén már a késő bronzkorban éltek emberek, ezt bizonyítja a Rába partjából itt előkerült edény, mely a sárvári múzeum tulajdona. A községhez közel a Rába és a Herpenyő patak árterében őskori földvár állt, melynek közelében római kori téglák és edénytöredékek kerültek elő. A Fazék dombtól keletre a Herpenyő mellett szintén római épületek maradványai figyelhetők meg. 
A település területét a honfoglalás után magyarok lakták, ezt az 1987-ben itt megtalált 9–11. századi temető gazdag leletei bizonyítják. A Rába két partján már a 11. században állott itt egy-egy kisebb méretű királyi vár, ahol Salamon király 1073 karácsonyát töltötte és itt kötött békét Géza herceggel. A vár ekkor a király kedvelt udvarháza lehetett, ahonnan gyakran indult vadászatra a Rába vadban gazdag árterületeire.
1532-ben a török elfoglalta a várat, a 15. századi templomot lóistállónak használta. A Rákóczi-szabadságharc alatt Heister tábornok foglalta el a települést. Ikervárt a Batthyányak 1780 körül vásárolták meg, a kastélyt a 18. század végén gr. Batthyány József hercegprímás építtette fel. Ezután a család kedvelt tartózkodási helye lett, ahol gr. Batthyány Lajos miniszterelnök gyermekkorát töltötte. 1839-ben itt kezdte meg működését gr. Batthyányi Alajos cukorüzeme. 1910-ben 2033 magyar lakosa volt, ekkor Vas vármegye Sárvári járásához tartozott. 1848. június 13-án a Vasvármegyei Nemzetőrség zászlaját Ikerváron avatta fel Batthyány Lajos felesége, Zichy Antónia grófnő.
1896-ban Ikerváron kezdték építeni az ország első vízerőművét, amely 1900-tól napjainkig termel áramot. Érdekesség, hogy Ikervár volt az első villamosított falu Magyarországon, mintegy 50 évvel megelőzve korát. Gróf Batthyány Lajos 1831-től élt Ikerváron. 1848. június 23-án Ikervár lakossága Sárvár mezővárossal karöltve országgyűlési képviselővé választotta. Ikervár ékessége gróf Batthyány Lajos szobra, - Bory Jenő alkotása, sokáig Magyarország egyetlen egész alakos Batthyány szobra – melyet közadakozásból állíttatott Ikervár lakossága. Az emlékművet 1913. október 12-én leplezték le.
2010-ben kezdődött a szélfarm létesítése a település területén, amelynek keretében közel 17 db torony felállítását tervezik.

## Közélete

### Polgármesterei
- 1990–1994: Horváth Zoltán (KDNP-MDF)[3]
- 1994–1998: Szabó Béla (független)[4]
- 1998–2002: Szabó Béla (független)[5]
- 2002–2006: Szabó Béla (független)[6]
- 2006–2010: Szabó Béla (független)[7]
- 2010–2014: Fehér Ferenc (független)[8]
- 2014–2019: Fehér Ferenc (független)[9]
- 2019–2024: Fehér Ferenc (független)[10]
- 2024– : Szőke Szeverina (független)[1]

## Népesség
A település népességének változása:
| Lakosok száma | 1795 | 1787 | 1780 | 1743 | 1632 | 1598 | 1614 |
|               | 2013 | 2014 | 2015 | 2021 | 2022 | 2023 | 2024 |

A 2011-es népszámlálás során a lakosok 81,7%-a magyarnak, 0,8% németnek, 0,3% románnak mondta magát (18,3% nem nyilatkozott; a kettős identitások miatt a végösszeg nagyobb lehet 100%-nál). A vallási megoszlás a következő volt: római katolikus 67,7%, református 1,7%, evangélikus 1,1%,, felekezet nélküli 3,4% (25,7% nem nyilatkozott).
2022-ben a lakosság 95%-a vallotta magát magyarnak, 0,9% németnek, 0,5% cigánynak, 0,2% románnak, 0,1-0,1% szerbnek, horvátnak, görögnek és szlovénnek, 1,3% egyéb, nem hazai nemzetiségűnek (4,9% nem nyilatkozott; a kettős identitások miatt a végösszeg nagyobb lehet 100%-nál). Vallásuk szerint 62,4% volt római katolikus, 2,3% református, 1% evangélikus, 0,1% görög katolikus, 1,2% egyéb keresztény, 1,2% egyéb katolikus, 3,3% felekezeten kívüli (28,4% nem válaszolt).

## Látnivalók

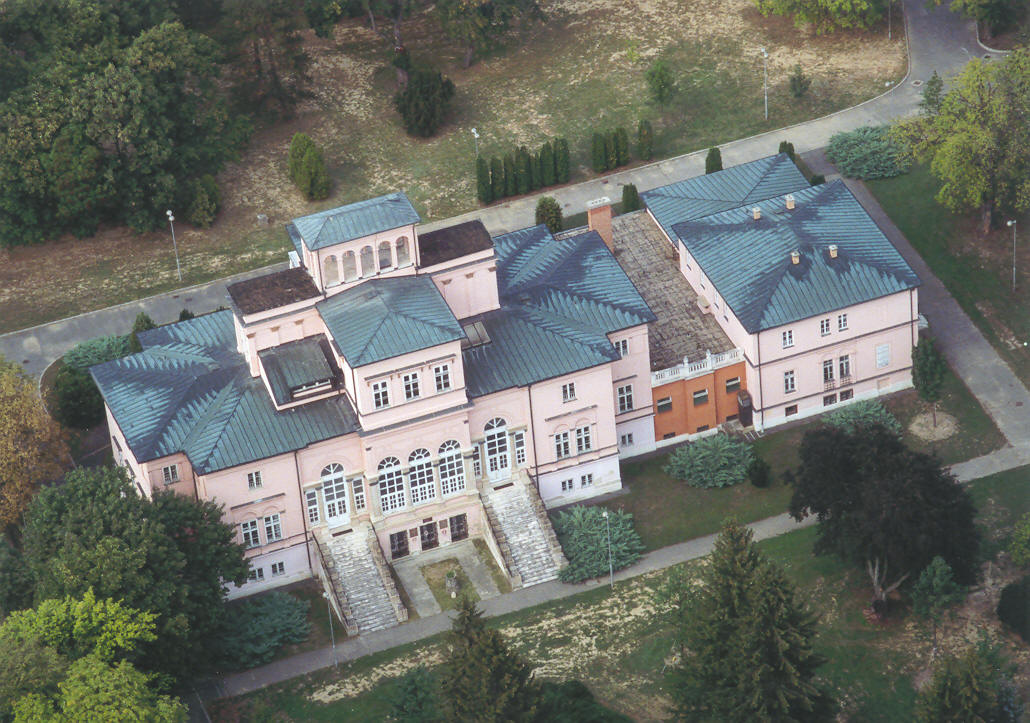
Batthyány-kastély

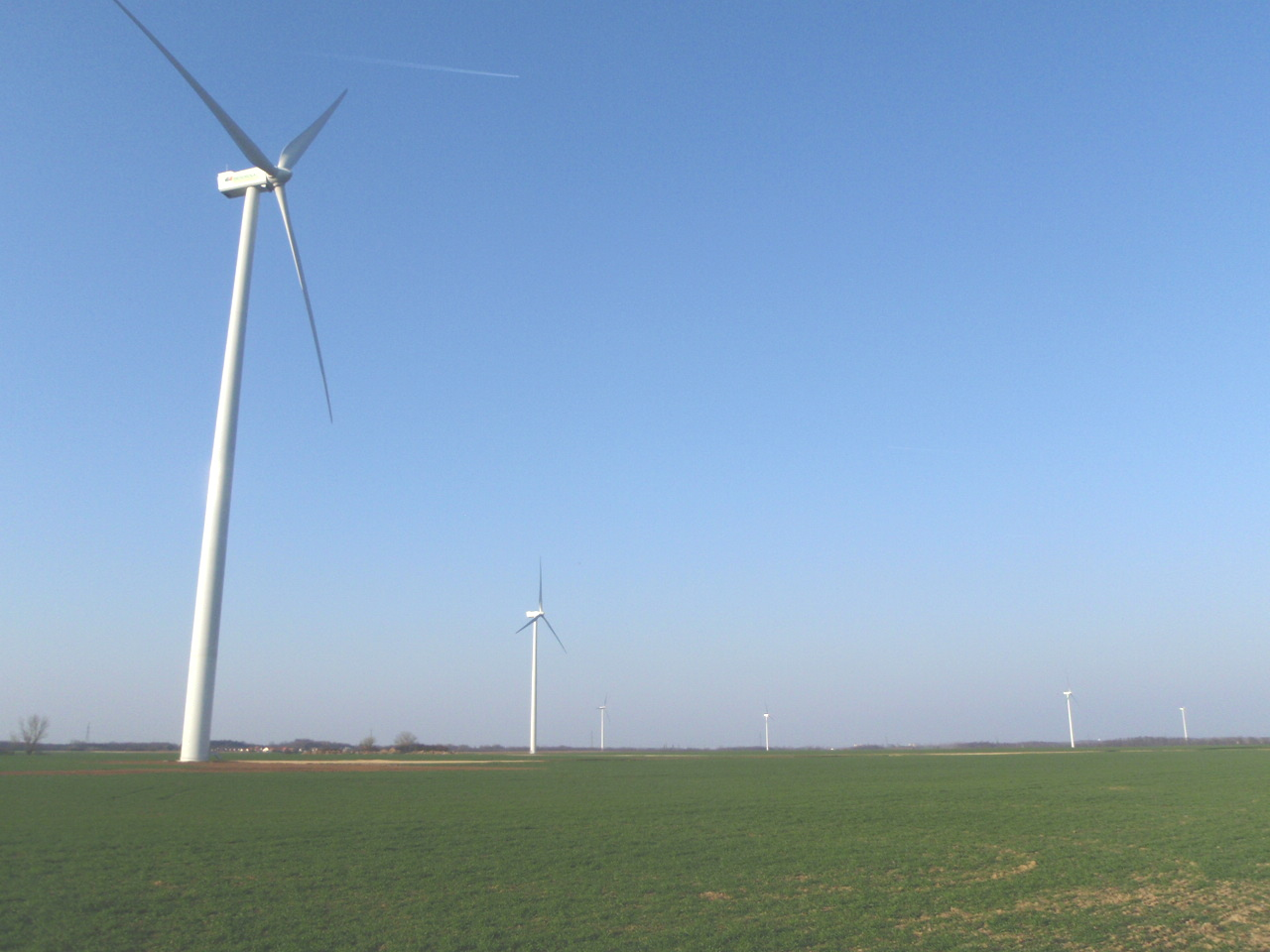
Szélerőműpark, Ikervár

- A Póka dombon állt egykori várat feltárták, sáncainak csekély maradványai láthatók a község déli részével átellenben a Rába bal partján (Pókadombi képek). A Fazekasdombon állt egykori vár dombját elhordták, maradványai nincsenek.
- A Batthyány-kastély 18. századi eredetű, 1847-ben Pollack Ágoston és Ybl Miklós tervei szerint romantikus stílusban építették át. Előtte áll gr. Batthyány Lajos 1913-ban készült, (első) teljes alakos szobra.
- Római katolikus, Szent Györgynek szentelt temploma a 15. században épült, a 18. század végén barokk stílusban átépítették.
- A Rábán 1896-ban épített ikervári vízerőmű az ország első vízerőműve (ma is működő ipari műemlék).
- A Rába folyó, abból leválasztott tavaival (pl. Patkó-tó) és a műcsatorna, amelyek kiváló horgászási és pihenési lehetőséget biztosítanak.

## Képek

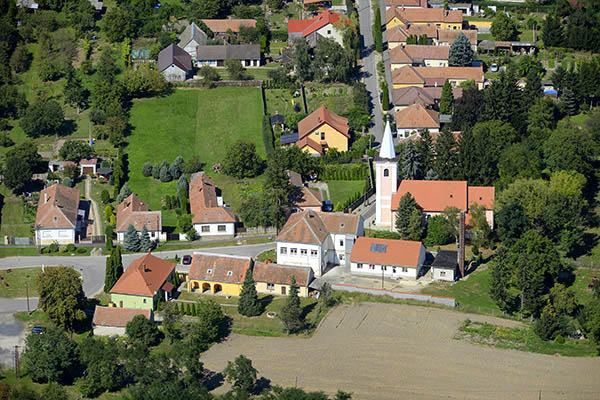
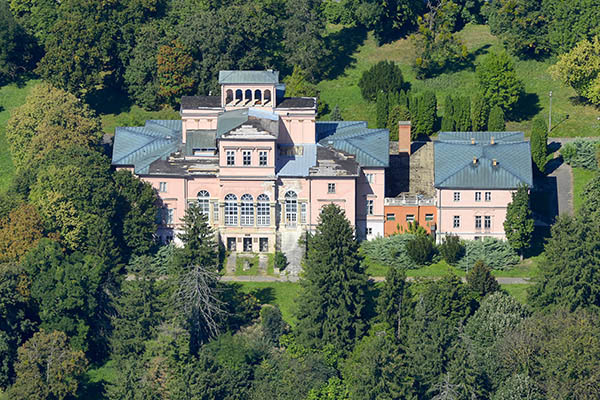
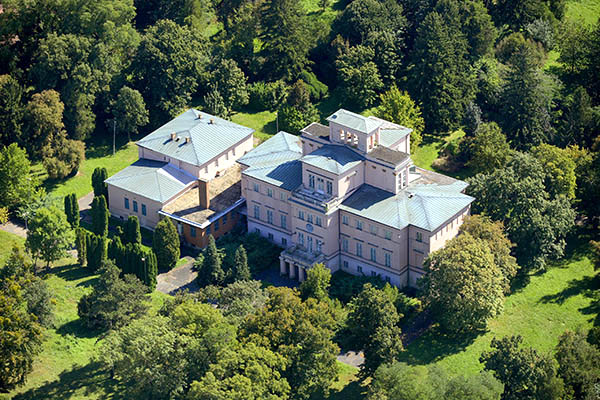
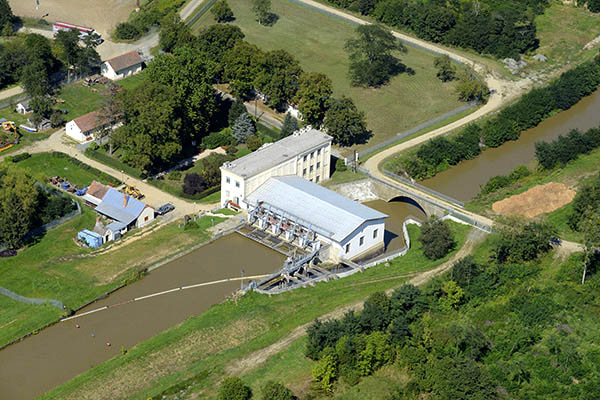
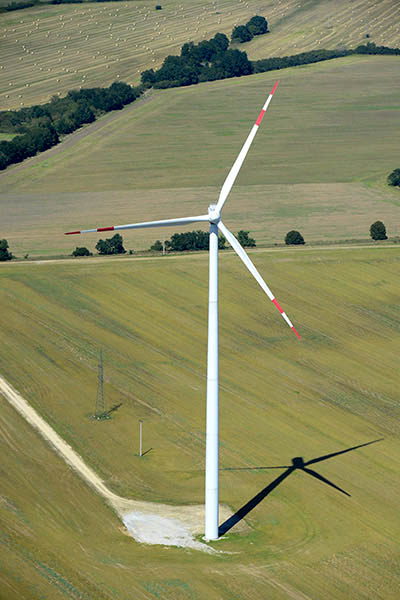